# Equilibri (fisiologia)

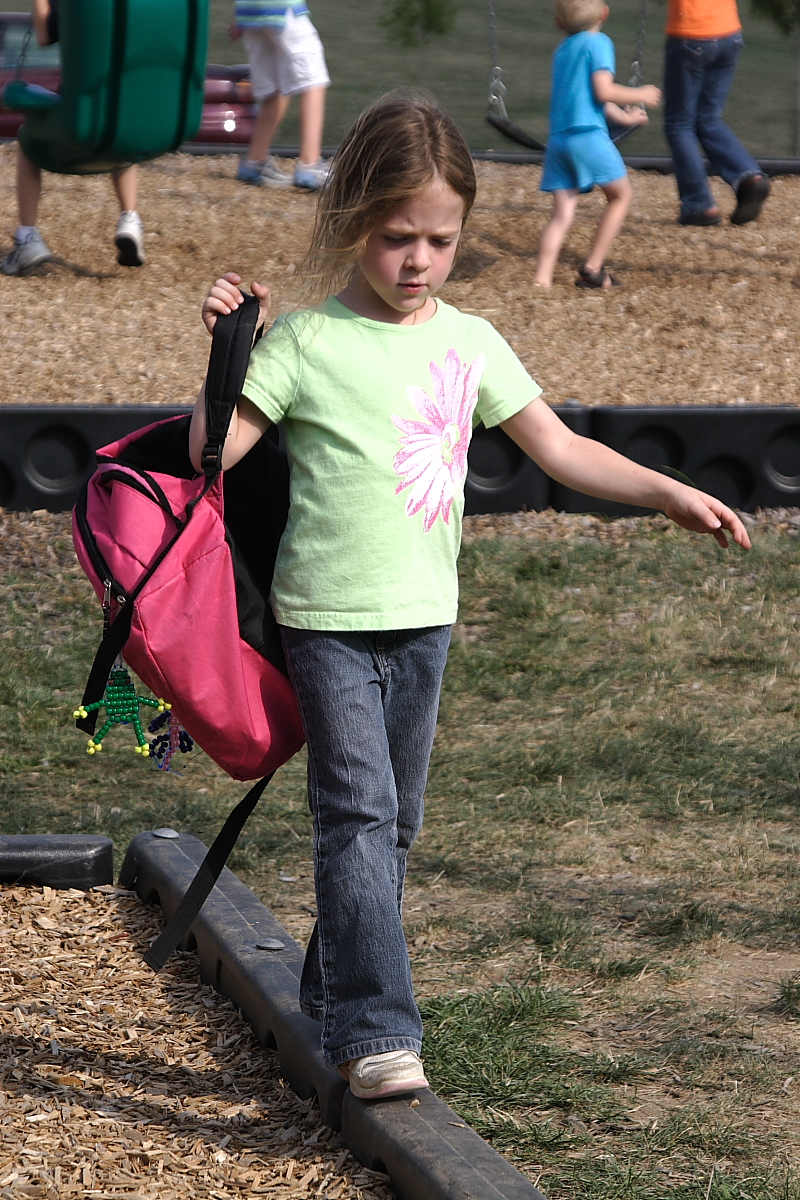
Una nena mantenint l'equilibri

El sentit de l'equilibri permet a humans i animals caminar sense caure. Alguns animals són millors en això que els humans, per exemple, els gats, que poden caminar sobre una tanca finíssima amb la seva orella interna i la cua per equilibrar.

## Sistema vestibular
El sistema vestibular l'equilibri és determinat pel moviment d'un fluid anomenat endolimfa en els conductes semicirculars, utricle i sàcul.
En interrompre el sentit de l'equilibri es produeixen marejos, desorientació i nàusees. La malaltia de Ménière, una infecció de l'oïda interna o per la cupulolitiasi en el vertigen posicional paroxístic benigne afecten l'equilibri. També pot ser afectat temporalment per moviments ràpids i vigorosos, per exemple, després de donar voltes sobre un mateix.
La majoria dels astronautes senten que el seu sentit de l'equilibri es troba afectat estant en òrbita pel fet que es troben en una caiguda lliure constant. Això causa una forma de mareig anomenada mareig espacial.
El sentit de l'equilibri d'animals invertebrats és completament diferent, i resideix en un altre òrgan anomenat estatòcist, que detecta la posició de petites roques calcàries per determinar cap a on és "dalt".